# Aseptis susquesa
Aseptis susquesa là một loài bướm đêm trong họ Noctuidae.